# Konrad Stripp
Konrad Stripp ist ein deutscher Sportwissenschaftler und Hochschullehrer.

## Leben
Stripp war ab 1976 an der Universität Hamburg zunächst Wissenschaftlicher Rat dann und Professor für Sportwissenschaft im Arbeitsbereich Gesundheit und Resozialisation. 2005 ging er in den Ruhestand.
In seiner wissenschaftlichen Tätigkeit beschäftigte sich Stripp unter anderem mit dem Beitrag von Sport bei der Resozialisierung von Jugendlichen, mit psychologischen Grundlagen der Bewegungs- und Trainingsforschung, der Sportlehrerausbildung, Bewegung im städtischen Raum und Zusammenhängen von Arbeit und Spiel.